# Bijzondere Bijstandseenheid
Bijzondere Bijstandseenheden (BBE) zijn drie speciale anti-terreureenheden in Nederland:
- Bijzondere Bijstandseenheid Krijgsmacht (BBE-K)
- Bijzondere Bijstandseenheid Mariniers (BBE-M)
- Bijzondere Bijstandseenheid Politie (BBE-RP)

De BBE's zijn in 1972 opgericht. Vanuit deze eenheden werd tussen 2004 en 2006 nog een vierde eenheid gevormd: de Bijzondere Bijstandseenheid – Snelle Interventie Eenheid (BBE-SIE).
De BBE-eenheden werden in 2006 ondergebracht bij de nieuwe Dienst Speciale Interventies. BBE-Krijgsmacht en BBE-Politie werden samengevoegd tot Unit Expertise & Operationele Ondersteuning; BBE-Mariniers werd hernoemd tot Unit Interventie Mariniers (UIM), later tot M-Squadron; BBE-Snelle Interventie Eenheid werd hernoemd tot Unit Interventie.

## Geschiedenis

### Mariniers, politie en krijgsmacht
Begin jaren zeventig vonden verschillende terroristische aanslagen plaats met in het bijzonder het gijzelingsdrama tijdens de Olympische Spelen van 1972 in München. Naar aanleiding hiervan stelde de regering zich de vraag of Nederland de middelen had adequaat te reageren als zoiets zich in Nederland ook zou voordoen. De conclusie was dat Nederland zowel de middelen als de organisatiestructuur hiervoor ontbeerde. Naar aanleiding van de terreurbrief van 1973 van de toenmalige minister-president Biesheuvel werden drie speciale eenheden opgericht: BBE-Mariniers (BBE-M), BBE-Krijgsmacht (BBE-K) en BBE-Politie (BBE-RP). Daarnaast kreeg een reguliere pantserinfanterie eenheid onder de naam BBE-AE, aanvullende taken toegewezen voor de beveiliging van het operatiegebied. Waar de BBE-K en de BBE-RP getraind werden als langeafstandschutters (ook wel precisieschutters), was de BBE-M bedoeld als close combat unit. Aanvankelijk waren de middelen voor deze eenheden uiterst primitief. Zo konden zij geen speciale vuurwapens bestellen, omdat deze niet op de standaard bestellijst van Defensie stonden en droeg de BBE-M in eerste instantie afgedankte kogelwerende vesten van het Amerikaanse leger. In de loop van de jaren 1970 zou deze situatie echter snel professionaliseren.
Het samengaan van militaire en politie-eenheden in één en dezelfde BBE was bij aanvang flink wennen vanwege de cultuurverschillen. Zo herinnert Jan Stokreef - later voor de Rijkspolitie coördinator van de BBE bij de Molukse acties bij De Punt - dat hij de mariniers eens vroeg hoe zij zouden reageren als een vliegtuig vol passagiers gekaapt zou worden. Het antwoord van de mariniers was 'Handgranaat naar binnen gooien en als we niks meer horen kijken we wat er van over is'. Daar moest dan natuurlijk onderling over worden gesproken. Andersom herinnert de voormalig BBE-M commandant Hans de Waal Malefijt zich dat de mariniers een hogere politieofficier eens 'majoor' noemden afgaand op de strepen op zijn schouders, wat natuurlijk grote hilariteit veroorzaakte bij de Rijkspolitie.
Belangrijk voor een goed begrip van het functioneren van de BBE is dat zij bij het uitoefenen van haar taak vielen onder gezag van de minister van Justitie. Terreurbestrijding was in deze opzet dan ook een politietaak en geen defensietaak. De BBE handelde in het geval van een terreurdaad op gezag van het zogeheten 'beleidscentrum' en de 'leider plaats delict', die op zijn beurt weer direct viel onder het 'crisiscentrum' in Den Haag, waarin o.a. de Minister van Justitie persoonlijk aanzat.
Sinds de oprichting zijn de BBE's een aantal keren ingezet, met als bekend hoogtepunt de treinkaping bij De Punt en de gijzeling in een lagere school in Bovensmilde door Molukkers in 1977. Op 27 september 2001 werden de BBE's ingezet bij de afzetting van de Benelux- en Botlektunnel in Rotterdam en de Coen- en Zeeburgertunnel in Amsterdam vlak na de aanslagen in de Verenigde Staten.

### Snelle Interventie Eenheid
Per 1 september 2004 werd de BBE-SIE actief: Snelle Interventie Eenheid. Deze afdeling wordt ingezet bij speciale anti-terreuracties of bij arrestaties van extremistische verdachten bij wie het risico van zelfopoffering bestaat. Zij bestond uit leden van de BBE-Mariniers, de BBE-Politie en de BBE-Krijgsmacht en beschikte aldus over zowel close quarters battle-specialisten als langeafstandsschutters.
De afdeling was aanvankelijk tijdelijk van opzet, maar is inmiddels structureel. De eenheid is van 2004 tot 2010 zo'n tien keer ingezet: bekend is onder meer de politie-inval in het Laakkwartier in Den Haag, eind 2004.

## Herstructurering
De BBE's zijn tegenwoordig ondergebracht bij de Dienst Speciale Interventies (DSI). Het geheel van de speciale eenheden bestaat daarnaast uit de Brigade Speciale Beveiligingsopdrachten van de Koninklijke Marechaussee en de regionale en bovenregionale Arrestatieteams van de politie.
Sinds 1 januari 2006 is de BBE-SIE ondergebracht bij de DSI als Unit Interventie; 1 juli 2006 volgden de andere BBE's. BBE-Politie en BBE-Krijgsmacht zijn samengegaan in de Unit Expertise & Operationele Ondersteuning. De BBE-Mariniers is opgenomen in de DSI structuur onder de naam Unit Interventie Mariniers (UIM), later hernoemd tot M-Squadron.